# پیشاکلنگان
پیشاکلنگان (به لاتین: Eogruidae) (همچنین در برخی از انتشارات به شکل Eogruiidae نوشته می‌شود)، یک خانواده از پرندگان بزرگ و بدون پرواز است که در سراسر اوراسیا از دوره ائوسن تا پلیوسن در ارتباط با شترمرغ‌های امروزی پدیدار شدند. در گذشته پنداشته می‌شد که مربوط به کلنگان، لیمپکین‌ها و شیپورزنان است و شباهت‌ها با شترمرغ‌ها به دلیل گونه‌های مشابه با ویژگی دوندگی است، که در هر دو گروه در برخی گونه‌ها، کاهش تعداد انگشتان پا به دو انگشت می‌رسد. پیشنهاد شده‌است که رقابت با شترمرغ‌های راستین سبب انقراض این پرندگان شده‌است، اگرچه این موضوع هرگز به‌طور رسمی آزمایش نشده‌است و چندین گونه شترمرغ در اواخر سنوزوییک در آسیا وجود دارد و برخی گونه‌ها نیز در مناطقی که فسیل شترمرغ نیز یافت شد وجود داشتند.

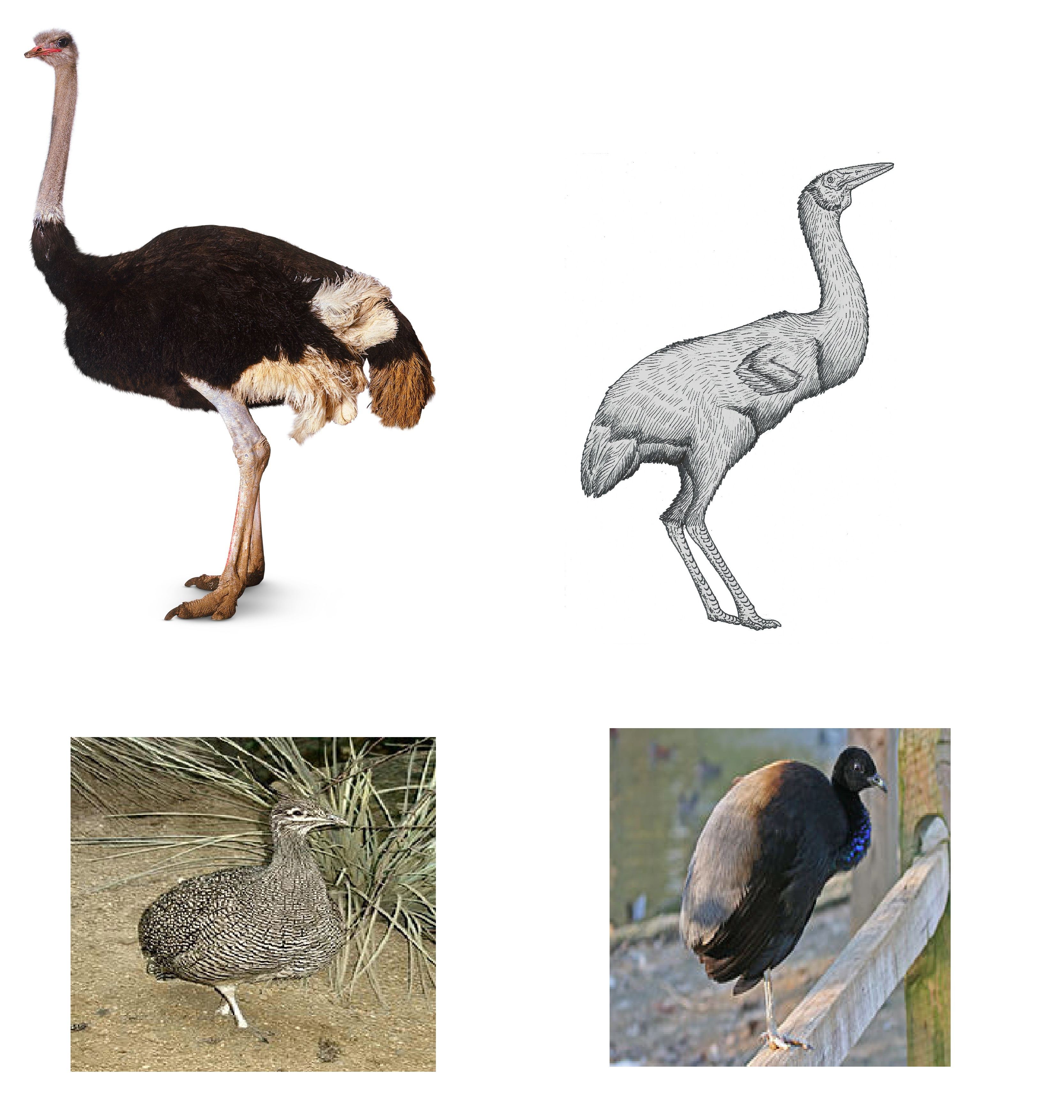
مقایسه یک شترمرغ و Ergilornis (به مقیاس)، با بستگان زنده. یک وشم و یک شیپورزن (نه در مقیاس واقعی)، که درجه تکامل همگرا را نشان می‌دهد.

### آرایه‌شناسی
- † Eogrus
  - † Eogrus aeola
  - † Eogrus crudus
  - † Eogrus turanicus
- † Sonogrus
  - † Sonogrus gregalis
- † Ergilornithinae
  - † Ergilornis
    - † Ergilornis Rapidus
    - † Ergilornis minor (مترادف - "Proergilornis")

  - † Amphipelargus
  - † Amphipelargus majori
    - † Amphipelargus cracrafti
    - †یک گونه بی‌نام که شاید در این سرده جای گیرد.[۲]

  - † Urmiornis
    - †Urmiornis brodkorbi
    - † Urmiornis dzabghanensis
    - † Urmiornis maraghanus
    - † Urmiornis orientalis
    - † Urmiornis ukrainus